# A Budapest–Belgrád-vasútvonal felújítása

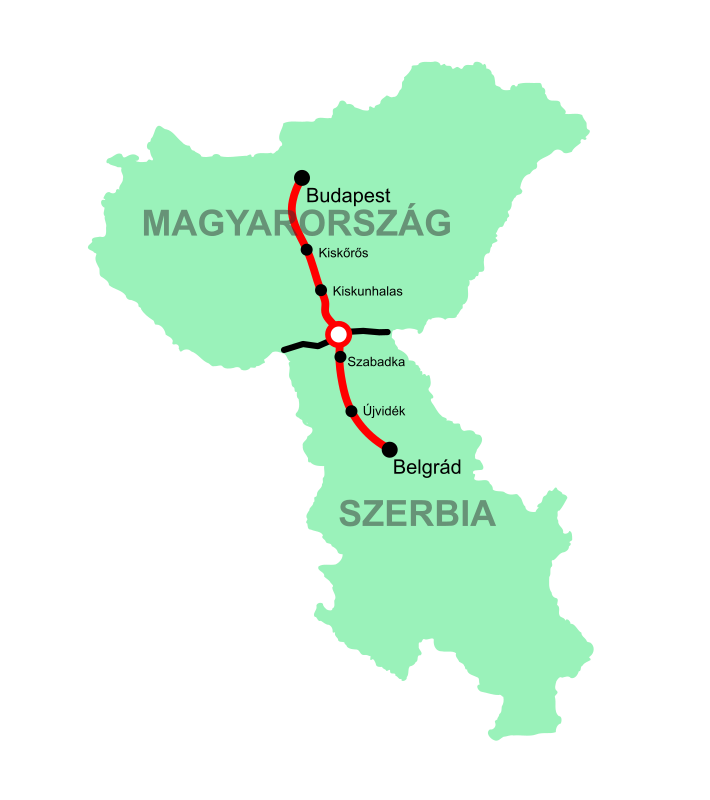
A Budapest–Belgrád-vasútvonal útvonala

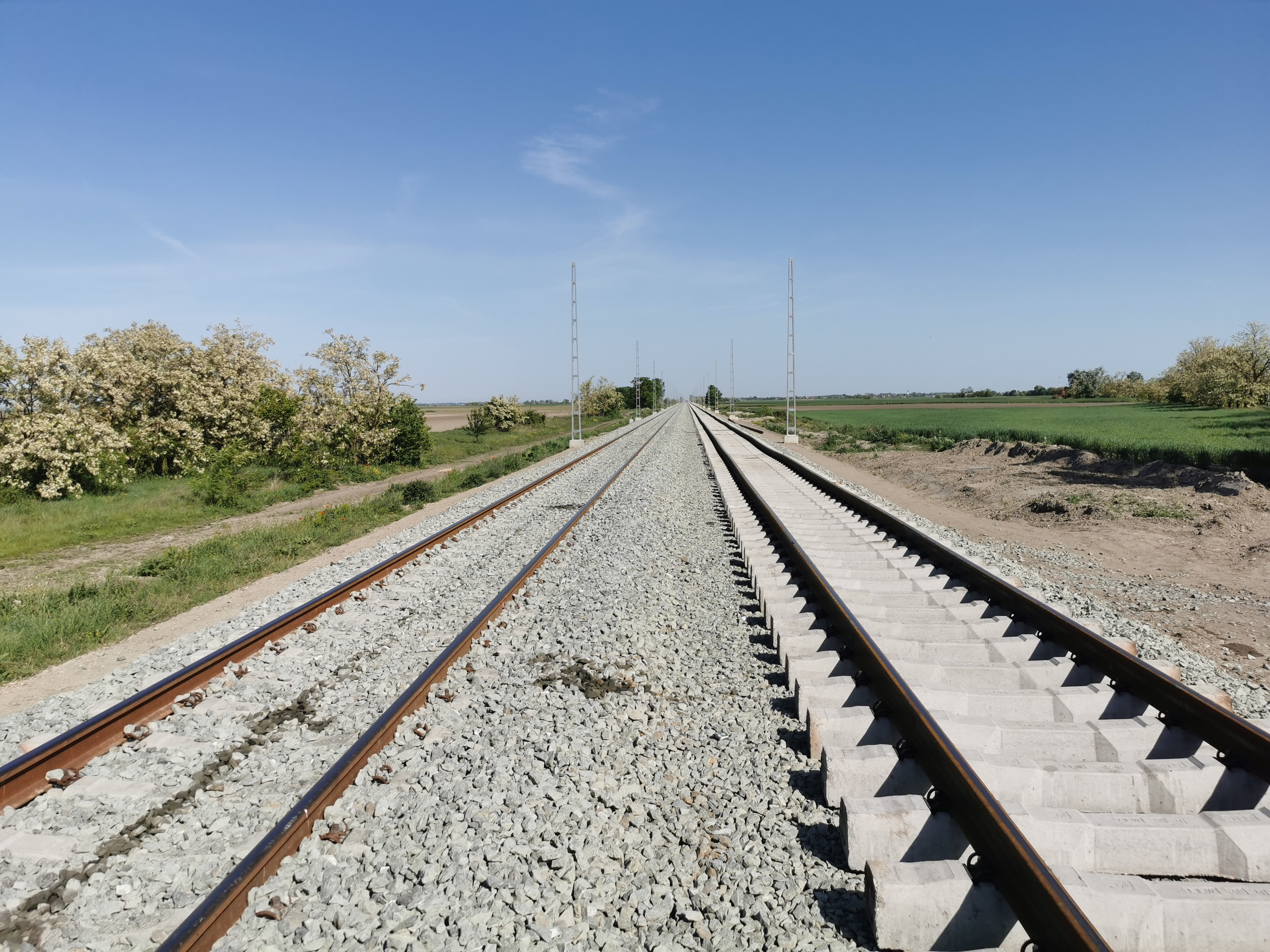
A Budapest–Belgrád-vasútvonal Fülöpszállásnál

A 350 kilométernyi Budapest–Belgrád-vasútvonal felújítását a harmadik Orbán-kormány határozta el 2014-ben. A magyarországi szakasz felújítására a nyertes konzorciumot 2019-ben hirdették ki.
- A vasútvonal 166 kilométeres magyarországi szakaszát a Budapest–Kelebia-vasútvonal alkotja.
- A vasútvonal szerbiai szakaszát a Belgrád–Újvidék–Szabadka-vasútvonal alkotja.

A felújítást 85%-ban kínai hitelből, 15% magyar önrész mellett, szerb–magyar–kínai együttműködés részeként tervezik megvalósítani.[forrás?]

## A felújított vonal paraméterei
Az egyvágányú villamosított vonalat kétvágányúsítják. Az elérhető sebesség személyforgalom számára 160 kilométer/órára emelkedik. A vonal magyarországi szakaszán jelenleg átlagosan 70 km/óra sebességgel haladnak a vonatok, a felújítást követően ez várhatóan 120 km/órára  emelkedik.[forrás?]

### A tervezett nyomvonal és alternatívái
A tervezett nyomvonal 159 km és minden nagyobb magyar várost elkerül. A vasútvonal Budapest és a magyar határ között csak Kiskőröst, Soltvadkertet és Kiskunhalast érinti, melyek összesített lakossága 47 ezer fő (Wikipédia, 2024). A tervezett vasútvonal elkerüli a Budapest Liszt Ferenc Nemzetközi Repülőteret, de érinti a budapesti intermodális konténerterminált (BILK).
A nyomvonal alternatívájaként javasolták a Kecskemét–Kiskunfélegyháza–Szeged-nyomvonalat. Ezen városok összesített lakossága 314 ezer fő (Wikipédia, 2018). Ez a nyomvonal Budapesttől Szabadkáig 198 km hosszú lett volna, szemben a 175 km (Szabadkáig) hosszú tervezett nyomvonallal.

### A felújítás gazdasági megtérülése

#### A beruházás várható költségei
A beruházást 2015 júniusában a kormányzat 472 milliárd forintra becsülte. 2019 júniusában már 700-750 milliárd forint közötti várható költséget becsültek. A vonal tervezett felújítása kilométerenként 4,5 milliárd forintba fog kerülni, amit az átlagos magyarországi felújítások háromszorosára becsülnek.

#### A beruházás megtérülése
A kormányzat a megtérülésre vonatkozó számításait 10 évre titkosította. Egy Semjén Zsolt által benyújtott törvényjavaslat értelmében a beruházással kapcsolatos majdnem minden egyéb adatot is titkosítanak. Péterfalvi Attila adatvédelmi biztos véleménye szerint a titkosítás megfelelően biztosítja a közérdekű adatok nyilvánosságát. A Figyelő 2015-ben úgy számította, hogy a beruházás 2400 év alatt térül meg. Más elemzések is 100 év fölötti megtérüléssel számolnak.
A vonal gazdasági megtérülése mellett hozta fel a kormányzat, hogy a Kínából a görögországi Pireuszba tengeri úton szállított árukat Magyarországon át gyorsabban juttathatják majd Nyugat-Európába, illetve itt vámolják el. A Budapest– Belgrád-felújítás az 1030 km-es Budapest–Athén (Pireusz) vasútvonal végső 350 km-ét érinti. Ez a kétnapnyi úton körülbelül 4 órányi megtakarítást jelent. A Budapest–Athén-vonal további szakaszáról 2019-ig nem jelentek meg konkrét felújítási tervek. A további felújítást valószínűleg hátráltatja a feszült görög–makedón viszony, valamint a déli szakasz erősen hegyvidéki, kanyargós vonalvezetése.
Az Európába exportált kínai árukat Pireuszban, a hajók kipakolásánál, vagy a szállítási célponton külön megállás nélkül lehet elvámolni, ezért nem világos, hogy miért Magyarországon vámolnák el az árukat.
A pireuszi kikötő alternatívája a koperi (Szlovénia), amely a magyar vállalatok által leginkább használt kikötővé vált. Ennek a vasúti összeköttetését szintén felújítják, lehetséges magyar támogatással.

#### A vonal forgalma
A MÁV adatai alapján 2015-ben naponta 16 szerelvény haladt a vonalon, és 2014-ben összesen 133 000 személy haladt át a magyar–szerb határon vasúton, szemben a nagyjából 7 millió emberrel, aki közúton lépte át a szerb-magyar határt.

### A kivitelezés részletei
A közbeszerzési pályázat magyar nyertese a Mészáros Lőrinc érdekeltségébe tartozó RM International Zrt., amely a China Tiejiuju Engineering & Construction Kft.-vel és a China Railway Electrification Engineering Group Kft.-vel konzorcium. A vasútvonal Orbán Győző (Orbán Viktor édesapja) gánti dolomit bányájából vásárol túlárazottan vasúti köveket. 2022-2023 között legalább 200 ezer tonna mennyiségben.
A munka a 2022. február 1-től elrendelt vágányzár során, Délegyháza és Kiskunhalas állomások között a vasúti pálya felépítményének elbontásával kezdődött el. Májustól Soroksár és Kelebia között teljes vágányzárat hirdettek ki.

#### Tervezett befejezés
A kormányzat 2015-ben a befejezést 2017-re tervezte, a tender győztesét 2019-ben hirdették ki, ekkor a kormányzat 2021/2022-es befejezéssel számolt. 2020 januárjában a szerbiai vasúti infrastruktúra igazgatóját, Miroljub Jevtićet korrupció gyanújával letartóztatták, de ez valószínűleg nem veszélyezteti a vasútvonal felújításán folyó munkálatok határidejét.

#### A biztosítóberendezések problémája
A beruházáshoz szükséges biztosító- és vonatbefolyásoló rendszer kiépítése a kínai fél feladata lenne, de nekik nincs az európai szabványoknak (ETCS-nek, European Train Control System) megfelelő technológiájuk. Kínában egységes berendezések vannak, ami azt jelenti, hogy csak kis-, közepes-, és nagy-állomási berendezéseket gyártanak, ami ott mindenhova megfelel. Ezzel szemben Európában és így Magyarországon is minden állomásra a helyi viszonyok szerint (pl iparvágányok, vontatási telep, stb...) egyedi berendezések készülnek. Másik probléma a szintbeli útátjárók, amelyek a távol-keleten nem fordulnak elő ilyen vasútvonalakon, így biztosítóberendezések sem szükségesek hozzá emiatt. 2023-ban már olyan fázisba jutott a projekt, hogy ennek kiépítését már el kellett volna kezdeni, de egyelőre nem tudni, milyen megoldást tudnak kivitelezni. Lehet, hogy új alvállalkozót kell keresni ehhez, de az is felvetődött, hogy egyáltalán nem valósul meg ilyen színvonalú rendszer, aminek az lenne a következménye, hogy a szerelvények csak jóval lassabban (max 100 km/ó) közlekedhetnek rajta. Ebben az esetben a központi forgalom ellenőrzés sem lenne lehetséges, az állomási berendezéseket helyben kezelnék, ami nagyobb létszámot igényel és kapacitás problémát is jelent.
Annak a lehetősége, hogy a kínai technológiát vessék alá a szabványosítási eljárásnak, kicsi az esélye, mert mind időben, mind költségekben jelentősen kitolná a projekt kereteit.